# Un meurtre sans importance
Pour plus de détails, voir Fiche technique et Distribution.
Un meurtre sans importance (A Slight Case of Murder) est un film américain réalisé par Lloyd Bacon, sorti en 1938.
Il s'agit d'une adaptation de la pièce de théâtre de Damon Runyon et Howard Lindsay, créée en 1935.

## Synopsis
Marco, producteur et distributeur de bière frelatée pendant la prohibition se retrouve du jour au lendemain obligé de se convertir à la légalité. Mais les choses ne sont pas si simples, les consommateurs préfèrent les autres bières à la sienne et les ventes dégringolent. Il reçoit bientôt une sommation de payer ses dettes sinon la brasserie sera saisie. Il se rend à Saratoga dans sa résidence d'été. Là, cinq gangsters qui viennent de braquer le fourgon contenant l'argent des paris sur les courses attendent Marco pour le liquider, mais l'un des gangsters tue les quatre autres. Pour compliquer un peu les choses, la fille de Marco veut présenter à ses parents son futur fiancé qui vient de s'engager dans la police, et Marco au titre de ses bonnes œuvres a emmené avec lui le pire garnement de l'orphelinat.

## Fiche technique
- Titre français : Un meurtre sans importance
- Titre original : A Slight Case of Murder
- Réalisation : Lloyd Bacon
- Scénario : Earl Baldwin, Joseph Schrank
- Photographie :  Sidney Hickox
- Musique : Adolph Deutsch
- Producteur : Samuel Bischoff
- Distribution : Warner Bros.
- Durée : 85 minutes
- Date de sortie
  - États-Unis : 26 février 1938

## Distribution
- Edward G. Robinson : Remy Marco
- Jane Bryan : Mary Marco
- Allen Jenkins : Mike
- Ruth Donnelly : Nora Marco
- Willard Parker : Dick Whitewood
- John Litel : Mr. Post, un banquier
- Eric Stanley : Mr. Ritter, un banquier
- Edward Brophy : Lefty
- Harold Huber : Giuseppe 'Gip'
- Paul Harvey : Mr. Whitewood

## Autour du film
- En 1952, Roy Del Ruth réalise un remake de ce film avec Le Bal des mauvais garçons (Stop, You're Killing Me).